# Lövöns naturreservat
Lövöns naturreservat är ett naturreservat i Eskilstuna kommun i Södermanlands län.
Området är naturskyddat sedan 2024 och är 52 hektar stort. Reservatet ligger på halvön med samma namn i östra delen av Hjälmaren och består av ädellövskog. 